# Rengeite
La rengeite è un minerale appartenente al gruppo della chevkinite, analogo alla perrierite-(Ce) con prevalenza di Sr e Zr.

## Etimologia
Il nome deriva dalla località di scoperta: i depositi metamorfici giapponesi di Mount Renge nella prefettura di Niigata.